# Andri Ragettli
Andri Ragettli (født 21. august 1998) er en schweizisk freestyle-skiløber. Han konkurrerer i Big Air og Slopestyle. Han har repræsenteret Schweiz ved Vinter-OL i 2018 og 2022.
Ragettli vandt guld i Slopestyle ved X Games Aspen 2022, og har dermed vundet tre X Games-guldmedaljer i alt.
Han var den første til at lande tricket Quad Cork 1800 på ski.